# Телекеево
Телекеево (баш. Теләкәй) — деревня в Илишевском районе Республики Башкортостан Российской Федерации. Входит в состав Исанбаевского сельсовета.

## География

### Географическое положение
Расстояние до:
- районного центра (Верхнеяркеево): 27 км,
- центра сельсовета (Исанбаево): 9 км,
- ближайшей ж/д станции (Буздяк): 134 км.

## История
Название д. Телекеево тесно связано с отцом Асана Телекеева, участвовавшего в 1754 г. в отдаче в аренду мест рыбных ловель на озере Закальи (Юрмалы). Его брат Султанай. Такого характера аренда мест рыбных ловель продолжалась и дальше. Исходя из дат арендных договоров, где принимали участие сыновья Телекея, предположительно можно сказать, что деревня под этим названием могла взять свое начало в конце XVII - начале XVIII вв. Подтверждением тому является и сберегательная память, данная тептярям из татар в 7104 (1696) г. Тептяри жили на основе записи 1729 г., когда житель д. Буртюково Нияс Татлыбаев припустил башкира Сайганбулова, а ясачные татары были припущены по договору от 18 июля 1779 г.
В 1783 г. учтено 5 человек, 1795 г. при 30 - 142, 1816 г. при 21 - 258, 1834 г. - 356, 1858 г. при 85 - 495, 1870 г. при 79 - 618, 1920 г. при 149 - 1177.
И на этот раз статистические данные 1870 г. стоят особняком, явно искажая действительное положение об этническом составе жителей. Перепись 1920 г. показала их башкирами и тептярями.
В 1843 г. 178 башкирами было засеяно 216 пудов озимого и 427 пудов ярового хлеба.
Деревня имела свою мечеть с «училищем», 3 мельницы.

## Население
| 2002 | 2009 | 2010 |
| ---- | ---- | ---- |
| 395  | ↗411 | ↘316 |

Национальный состав
Согласно переписи 2002 года, преобладающая национальность — башкиры (83 %).

## Религия
В деревне есть мечеть.